# The Misunderstood
The Misunderstood erano un gruppo musicale statunitense di genere rock psichedelico originario di Riverside in California attivo negli anni sessanta.
Trasferiti a Londra sebbene registrarono solo pochi brani prima dello scioglimento, sono considerati dalla critica musicale influenti nella formazione del neonato rock psichedelico.
La rivista Creem scrisse di loro nel 2004 che la loro storia "fu una delle più incredibili, strazianti ed inverosimili della storia del rock".

## Storia del gruppo
Formatisi nel 1963, si trasferirono a Londra nel 1966 con l'assistenza del loro manager di allora John Peel, futuro famoso DJ della BBC. Ingaggiarono un secondo chitarrista, Tony Hill, che con il cantante Rick Brown si dedicò alla scrittura del materiale con il contributo anche del bassista Steve Whiting.
Le maggiori influenze provenivano da gruppi come gli Yardbirds. Caratteristiche peculiari del suono del gruppo erano l'utilizzo della steel guitar suonata da Glenn Ross Campbell e dello stile originale di Whiting nell'uso della slide guitar, degli effetti fuzz tone e distortore.
Dopo un disco con 4 tracce dal vivo per la Fontana Records realizzarono un secondo singolo I Can Take You to the Sun prima di sciogliersi nel 1967 registrando in totale solo 7 brani. Brown fu chiamato dall'esercito mentre Campbell, Whiting e Moe dovettero andarsene dal Regno Unito per problemi di visto.
La rivista online Headseheritage scrisse di loro che il materiale registrato nel 1966 era straordinariamente in avanti rispetto al loro periodo, e che furono tra i primi e più originali esponenti del rock psichedelico.
John Peel, in una successiva intervista a Index Magazine, inserì tra i 10 concerti migliori a cui aveva assistito quello dei Misunderstood al Pandora's Box a Hollywood del 1966 dove, secondo i resoconti dell'epoca, il gruppo lasciò ammutolito il pubblico.
Altra caratteristica fondamentale che li contraddistinse fu quella di sperimentare durante i concerti l'uso delle luci sul palco in base alla musica suonata.

## Dopo lo scioglimento
Glenn Ross Campbell entrò nei Juicy Lucy mentre Tony Hill formò gli High Tide.
Nel 1982 Glenn Ross Campbell e Rick Brown si riunirono sotto il nome di Influence con cui realizzarono due brani prima di dividersi di nuovo nel 1985.
Uscirono postumi quattro album del gruppo. 

## Formazione
- Rick Brown (voce)
- Glenn Ross Campbell (steel guitar)
- Tony Hill (chitarra ritmica)
- Rick Moe (batteria)
- Greg Treadway (chitarra ritmica, tastiere)
- Steve Whiting (basso)
- George Phelps (chitarra)

## Discografia

### Album
- 1982 - Before the Dream Faded (Cherry Red CDMRED32)
- - The Legendary Gold Star Album (Cherry Red CDMRED142)
- 1998 - Broken Road (Cherry Red CDMRED147) registrazioni del 1981-83)
- 2004 - The Lost Acetates 1965-66 (Ugly Things Records)